# Stazione di Spoleto FS
La stazione di Spoleto FS è stata una stazione ferroviaria posta lungo la ex linea ferroviaria a scartamento ridotto Spoleto-Norcia, a servizio del comune di Spoleto.

## Storia
La stazione fu inaugurata insieme alla linea il 1º novembre 1926 e rimase attiva fino al 31 luglio 1968.

## Strutture e impianti
La stazione, servita da una banchina, era priva di fabbricato viaggiatori.
Il sedime del binario è stato riadattato successivamente a marciapiede.